# 4-联苯亚甲基丙二腈
4-联苯亚甲基丙二腈是一种有机化合物，化学式为C16H10N3。它可由联苯-4-甲醛和丙二腈在水中反应得到。
它和2,2,2-三氟重氮乙烷反应，可以得到2-(联苯-4-基)-3-三氟甲基环丙烷-1,1-二甲腈。